# Diaphus adenomus
Diaphus adenomus es una especie de pez linterna perteneciente al género Diaphus,  de la subfamilia Lampanyctinae. Fue descrita por Gilbert en 1905.
Especie inofensiva para el ser humano.

## Descripción
Longitud estándar de 18 centímetros.

## Distribución y hábitat
Se distribuye desde Japón hasta Hawái y Filipinas. En las Bahamas y el golfo de México; desde Marruecos hasta el Sáhara Occidental. Puede alcanzar profundidades de hasta 686 metros.